# Rune Gjeldnes
 (septembre 2017).
Si vous disposez d'ouvrages ou d'articles de référence ou si vous connaissez des sites web de qualité traitant du thème abordé ici, merci de compléter l'article en donnant les références utiles à sa vérifiabilité et en les liant à la section « Notes et références ».
Pour les articles homonymes, voir Olaus Jeldness.
Rune Gjeldnes (né le 20 mai 1971, à Surnadal) est un aventurier norvégien.

## Expéditions
Avec Torry Larsen, Rune Gjeldnes a voyagé à travers le Groenland en 1996. En 1997, il a planifié et a complété l'expédition « Ocean Artic 2000 », un périple de 109 jours, s'étalant sur 2 100 kilomètres. Il devient ainsi le premier à traverser l'océan Arctique sans réapprovisionnement. En 1998, Gjeldnes et Bjørn Ep sont devenus les premiers à pagayer le Rio Merevari au Venezuela. Gjeldnes participé au « North Pole expedition » en 1997 et en 1998, il effectue la traversée de l'île de Baffin, dans le Nord du Canada, en 1998, et plus tard la même année a grimpé le mont Aconcagua.